# Stanisław Przybecki
Stanisław Przybecki (ur. ?, zm. 7 września 1936 w Poznaniu) – porucznik rezerwy piechoty Wojska Polskiego, kawaler Orderu Virtuti Militari.

## Życiorys
Po zakończeniu I wojny światowej i odzyskaniu przez Polskę niepodległości został przyjęty do Wojska Polskiego. Uczestniczył obronie Lwowa w trakcie wojny polsko-ukraińskiej w szeregach 19 pułku piechoty Odsieczy Lwowa oraz w powstaniu wielkopolskim, a za swoje czyny wojenne otrzymał Order Virtuti Militari. Został awansowany do stopnia porucznika rezerwy piechoty ze starszeństwem z dniem 1 czerwca 1919. W 1923 pozostawał oficerem rezerwowym 70 pułku piechoty w Jarocinie.
W 1936 był przypisany do miejscowości Separowo. 7 września 1936 zmarł w szpitalu w Poznaniu po ciężkiej chorobie.

## Ordery i odznaczenia
- Krzyż Srebrny Orderu Wojskowego Virtuti Militari[1]
- Krzyż Walecznych[1]
- Odznaka Honorowa „Orlęta”[1]